# Charles Friedel

Charles Friedel

Charles Friedel (* 12. März 1832 in Straßburg; † 20. April 1899 in Montauban) war ein französischer Chemiker.
Zusammen mit seinem Freund James Mason Crafts entdeckte er 1877 die nach beiden benannten Reaktionsarten Friedel-Crafts-Alkylierung und Friedel-Crafts-Acylierung.

## Leben
Friedel studierte ab 1850 in Straßburg Naturwissenschaften und setzte das Studium nach einer Unterbrechung 1852 an der Sorbonne fort. Von 1856 bis 1870 arbeitete er als Konservator der Mineraliensammlung der École des Mines. In dieser Zeit vertiefte er seine chemischen Kenntnisse unter Charles Adolphe Wurtz im Labor der École de médecine. 1860 begegnete er hier James Mason Crafts. Nach seiner Promotion 1869 nahm er 1871 eine Stelle als Dozent an der École normale supérieure an. 1876 folgte eine Berufung zum Professor der Mineralogie an der Sorbonne. 1884 übernahm er die Professur für Organische Chemie des verstorbenen Charles Adolphe Wurtz.
Ab 1889 war er zusätzlich Präsident einer Kommission zur Reform der Nomenklatur organischer Verbindungen.
1878 wurde Friedel zum Mitglied der Académie des sciences gewählt, 1880 erhielt er die Davy-Medaille der Royal Society und 1883 wurde er als korrespondierendes Mitglied in die Bayerische Akademie der Wissenschaften aufgenommen. Ab Dezember 1892 war er assoziiertes Mitglied der Académie royale des Sciences, des Lettres et des Beaux-Arts de Belgique und ab 1894 korrespondierendes Mitglied der Russischen Akademie der Wissenschaften in Sankt Petersburg.
Er war mit Emilie Koechlin (1837–1871) verheiratet. Charles Friedel war der Vater des Mineralogen und Kristallographen Georges Friedel (1865–1933), seines einzigen Sohnes. Der Zoologe Georges Louis Duvernoy war sein Großvater mütterlicherseits.

## Leistungen
- 1857–1866: Strukturklärung der Ketone. (Dissertation)
- Entdeckung der sekundären und tertiären Alkohole, parallel zu Aleksandr Michajlowitsch Butlerow
- 1863–1870: Arbeiten zur chemischen Wertigkeit und Atommasse des Siliciums. In den Folgejahren Herstellung sauerstofffreier Siliciumverbindungen.
- 1873: Glycerinsynthese mit Isopropylalkohol als Ausgangsstoff[6]
- 1873: Bestimmung der Molekulargewichte der Chloride von Aluminium, Eisen und Gallium[6]
- 1877 entdeckten Friedel und Crafts die katalytische Wirkung anorganischer Halogenverbindungen zur Herstellung alkylierter und acetylierter Aromaten (Friedel-Crafts-Reaktion).
- Strukturaufklärung der Milchsäure und des Pinakons (Pinakol)
- Erstbeschreibungen der Minerale Wurtzit (1861), Adamin (1866) und Delafossit (1873)[7]